# Unterwegs zu Lenin
Unterwegs zu Lenin (На пути к Ленину, Na puti k Leninu) ist eine deutsch-sowjetische Literaturverfilmung der DEFA und Mosfilm von Günter Reisch, unter der Mitarbeit von Lucia Ochrimenko, aus dem Jahr 1970, nach Motiven eines Erinnerungsbuches des Schriftstellers Alfred Kurella.

## Handlung
Ein Zug fährt durch Russlands Weiten, ein Zug mit heimkehrenden deutschen Kriegsgefangenen, und mit ihnen zusammen fährt Viktor Kleist, ein junger, aus einem intellektuellen Münchener Elternhaus stammender deutscher Kommunist, in seine Heimat zurück. Während der Reise werden die Stationen seines Wegs zu Lenin wieder wach. 
Es beginnt in München, in den Tagen nach der Ermordung des USPD-Politikers Kurt Eisner. Einer anschließenden Verhaftungswelle konnte er nur entgehen, da er den Untersuchungsrichter durch seine frühere Mitgliedschaft bei den Wandervögeln für sich gewinnen konnte. Die erste Unterkunft auf seiner darauf folgenden Flucht fand er bei seiner Verlobten Lore, die in einem Mädcheninternat, bei Frau von Roettger, als Lehrerin arbeitete. Hier wird er von seinem alten Freund und Genossen Martin Schenzinger aufgespürt und gemeinsam machen sie sich auf den Weg nach Berlin. Hier entdecken sie eine anarchistische Revoluzzerbohème und die kämpfende Arbeiterklasse. Sie bekommen von der KPD den Auftrag, als Kuriere zwei Briefe und zwei Zeitungspakete persönlich zu Lenin nach Moskau zu bringen. Auf Wunsch der Freundin von Viktors Mutter, einer in Potsdam lebenden zaristischen Generalswitwe, sollen sie deren Sohn George, der für Mama bei der neuen Regierung im Kreml die ausbleibende Pension kassieren soll, mitnehmen. Da dieser die russische Sprache spricht, erklären sie sich einverstanden und machen sich zu dritt auf den Weg. Bereits an der deutschen Grenze zu Litauen gab es die ersten Probleme und die beiden Zeitungspakete mussten zurückgelassen werden. In Litauen existierten die Anlaufadressen nicht mehr, aber sie konnten sich weiter durchschlagen, obwohl sie von der Polizei verfolgt wurden. Als sie eines Nachts in ein Bauernhaus kommen und hier sehr reserviert aufgenommen werden, steht die Frage, ob man etwas gegen sie hat, oder haben sie gar Verrat zu erwarten? Nein, Viktor und Martin haben dem jungen Bauernehepaar „lediglich“ die Hochzeitsnacht verdorben.
Endlich in Russland angekommen, werden sie erst einmal von der Roten Armee verhaftet. Nach Klärung der Sachlage wird aber Viktor umgehend mit einem Flugzeug nach Moskau geflogen. Hier lernt er in einem Hotel einen Kommissar kennen, der ihn zu Lenin bringen will, was aber nicht gelingt. Jetzt kümmern sich die führenden Genossen des Moskauer Komsomol um ihn und er erarbeitet mit der Revolutionärin Lena einen Aufruf zur Kommunistischen Jugendinternationale. Dabei entwickelt sich eine zarte Zuneigung zwischen beiden. Als er aber von der Zerschlagung der noch jungen Bayerischen Räterepublik erfährt, beschließt Viktor die baldige Rückreise nach Deutschland.
Schließlich kommt es zu der Begegnung mit Lenin selbst, der Viktors revolutionäre Romantik auf den Boden der Tatsachen stellt und ihm ein Programm für den Kampf in Westeuropa mitgibt.
Im Zug voller aus der Gefangenschaft heimkehrender Soldaten sitzt er neben einem mecklenburgischen Landarbeiter, der daran glaubt, dass die Revolution auch für ihn gut ist, und dem die alte Unterwürfigkeit doch noch ganz tief in den Knochen steckt. Unter dem Eindruck des nahenden Deutschland schwindet die gerade gewonnene revolutionäre Einsicht wieder – ein Erlebnis, das Viktor die Herausforderung der Zeit verdeutlicht.

## Produktion
Der in Schwarz-Weiß gedrehte Film wurde aus Anlass des 100. Geburtstages von Lenin produziert und hatte am 16. April 1970 in den Berliner Kinos Kosmos  und International Doppelpremiere.

## Kritik
Renate Holland-Moritz fand im Filmspiegel, dass der Film vor lustigen, selbstironischen, pointierten Passagen strotzt und dadurch das Gefühl unüberwindlicher Kraft und Überlegenheit vermittelt. H.U. schrieb in der Neuen Zeit: Dieser Film ist ohne Pathos, aber ergreifend, ohne Didaktik, aber eindringlich geschichtsphilosophisch; er verliert sich nicht an die äußere Abenteuerlichkeit seiner Handlung, ist aber durchaus spannend, und er hat sehr oft eine überwältigende Komik, ohne jemals Lustigkeit als Selbstzweck zu betreiben. Dieser Film reizt zum Lachen und fordert das Nachdenken; es ist ein Film ohne Klischees, ein Film von großer Unmittelbarkeit. In der Berliner Zeitung kommt Dr. M. Jelenski zu dem Schluss, dass die Szene der persönlichen Begegnung Viktors mit Lenin zwar einen relativ geringen Umfang im Gesamtgefüge des Films hat, aber in ihrem Gehalt die wichtigste Szene ist.

## Auszeichnungen
- 1970: XVII. Internationale Filmfestspiele Karlovy Vary: Spezialpreis der Jury
- 1970: Nationalpreis III. Klasse (Jürgen Brauer)
- 1970: Nationalpreis III. Klasse (Günter Reisch)
- 1970: Nationalpreis III. Klasse (Helmut Baierl)
- 1970: Nationalpreis III. Klasse (Herbert Fischer)
- 1970: Nationalpreis III. Klasse (Jewgeni Gabrilowitsch)